# Österreich-ungarischer weißer Esel

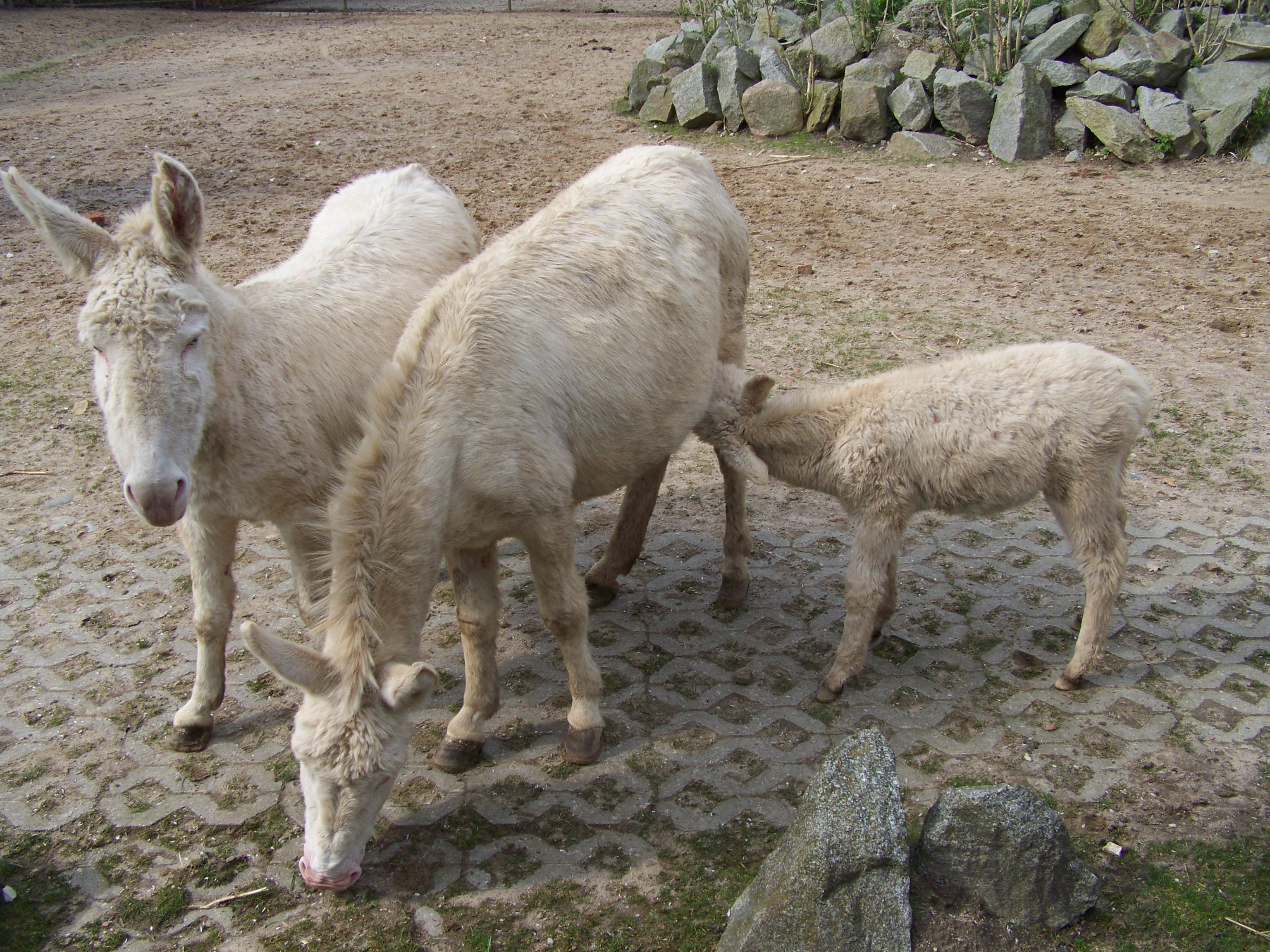
Esel im Zoo Stralsund

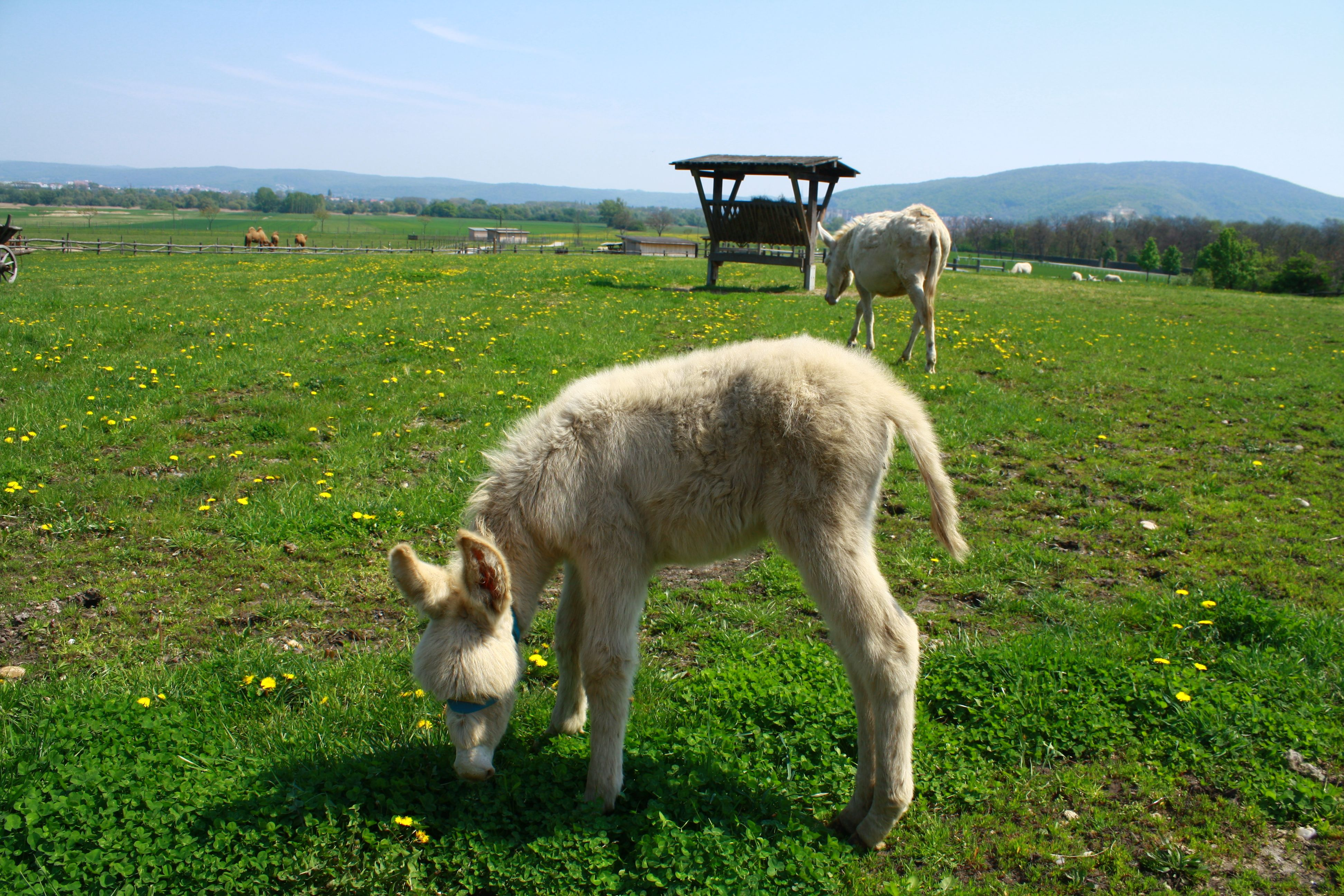
Junger Esel in Schloss Hof

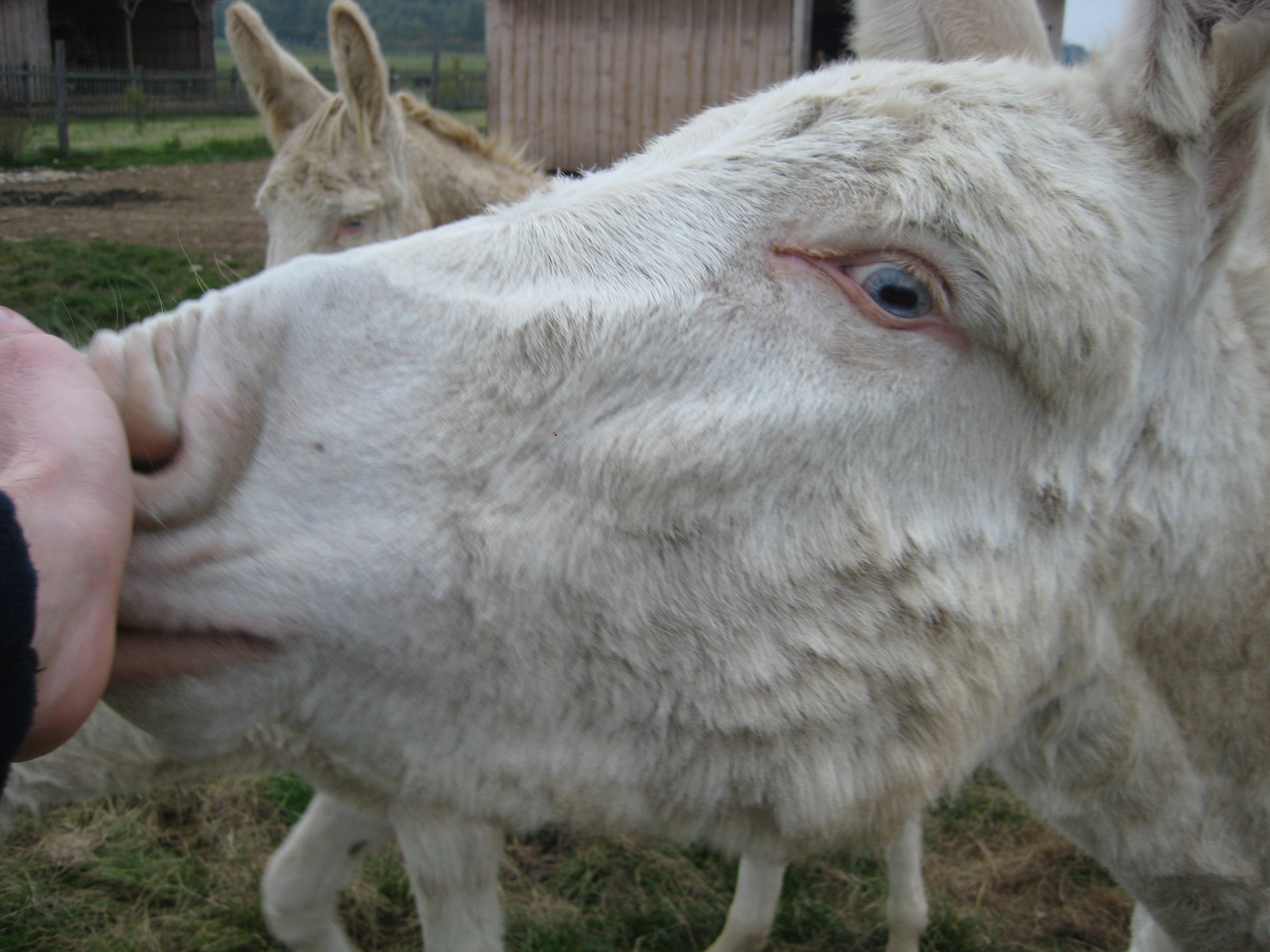
Adultes Tier in Schloss Hof, deutlich zu erkennen die blauen Augen

Der Österreichisch-Ungarische Weiße Barockesel oder kurz Barockesel ist eine Rasse, deren Ursprung mindestens bis in die Barockzeit zurückreicht und die im Rokoko in Ostösterreich und Ungarn gezüchtet wurde. Zu dieser Zeit waren in der adeligen Gesellschaft helle Tiere sehr beliebt, da sie als Lichtbringer galten, während dunkle Tiere eher Tod bedeuteten. So wurden bei Begräbnissen beispielsweise Rappen eingesetzt, während als Zugpferde für Herrscherkutschen viel eher Schimmel verwendet wurden. So wurden auch weiße Esel gezüchtet.
Diese mittelgroße Eselrasse hat ein weißgelbes Fell, die Farbe wird als „cremello“ bezeichnet, und hellblaue Augen. Haut und Hufe sind wenig pigmentiert. Die Fohlen weisen oft eine intensivere gelbe Farbe auf. Welches Gen für die Farbaufhellung verantwortlich ist, wird gerade wissenschaftlich untersucht. Die Mähnen sind meist Stehmähnen, Hängemähnen sind seltener, so wie das ganze Fell eine eher kürzere Haarlänge aufweist, auch hier sind Tiere mit langen Haaren seltener.
Der Bestand war lange weitgehend unbekannt und wurde erst im Jahr 1986 im Tierpark des Schlosses Herberstein vom Fritz Dietrich Altmann wiederentdeckt. Während man in Österreich noch weitere 30 Tiere fand, die aber alle von Herberstein stammten, fand, unabhängig davon und ohne von Herberstein zu wissen, der Direktor des Nationalparks Neusiedler See-Seewinkel, Kurt Kirchberger, ein Tier dieser Rasse in Ungarn. Es wurde auf Betreiben von Helmut Pechlaner auch nach Österreich gebracht. Von beiden wurde ein neues Zuchtprogramm ausgearbeitet, um einer Inzucht entgegenzuwirken. Dazu wurden drei Zuchtlinien entwickelt, eine Herberstein-Linie, eine Neusiedler-See-Linie und eine dritte, bei der die beiden gekreuzt werden.
Die Zahl der im Zuchtbuch eingetragenen Tiere beträgt 320, davon 126 Hengste und 194 Stuten (Stand: 18. Oktober 2019). Die Rasse ist somit hoch gefährdet.
2016 gelang dem Verein zur Erhaltung der Weißen Barockesel gemeinsam mit dem Zuchtverband Stadl Paura die Anerkennung der Rasse durch die Behörden. Damit ist der Weiße Barockesel der einzige Rasse-Esel Österreichs. Das Zuchtbuch führt der Zuchtverband Stadl Paura, der für diese Rasse offiziell zuständig ist. Der Verein zur Erhaltung der Weißen Barockesel betreut die Eselhalter und Züchter. Er koordiniert den internationalen Austausch von Zuchttieren zum Aufbau einer stabilen Grundpopulation und unterstützt seine Mitglieder bei der Tiervermittlung.
Österreichisch-Ungarische Weiße Barockesel können mit 30 bis 40 Jahren genauso alt werden wie andere Esel-Rassen auch. In Ungarn gibt es mit großer Wahrscheinlichkeit noch unbekannte Restpopulationen, die bei Bauern gehalten und zur Arbeit herangezogen werden. Im Nationalpark Neusiedlersee werden die Esel erfolgreich in der Landschaftspflege eingesetzt. Ausgebildete Tiere sind als Reitesel für Kinder, Kutschesel und Tragtier (Trekking) oder als Therapietiere (Asinotherapie) einsetzbar und gelten als treue Begleiter.
Herden bestehen
- im Nationalpark Neusiedler See-Seewinkel im Burgenland
- im Tierpark des Schlosses Hof in Niederösterreich
- im Tierpark Herberstein in der Steiermark
- in der St. Martins Therme & Lodge im Burgenland[2]
- im Steppentierpark Pamhagen im Burgenland
- in Reiters Reserve, Hotelanlage im Burgenland
- im Zoo Stralsund in Deutschland
- im Westküstenpark & Robbarium St.Peter-Ording in Deutschland
- im Tierpark Röhrensee Bayreuth in Deutschland[3]
- im Natur- und Tierpark Goldau in der Schweiz
- in Johannesberg in Niederösterreich
- auf Gut Aiderbichl Henndorf in Salzburg
- im Wildpark Schwarze Berge in Rosengarten südlich von Hamburg
- im Wildpark Feldkirch in Vorarlberg
- im Tiergarten Delitzsch
- im Tierpark Angermünde ein einzelnes Tier

Für Österreichisch-Ungarische Weiße Barockesel gelten die gleichen Haltungsbedingungen und Fütterungsempfehlungen wie für andere Esel auch. Der Esel ist ursprünglich ein Wüstentier und in seinen Ansprüchen diesem kargen Lebensraum bestens angepasst. Sie sind also genügsam und vielseitig einsetzbar. Was den Tieren nicht gut bekommt, ist die Fütterung mit besonders jungem, eiweißreichem Gras im Frühling in niederschlagsreichen Gebieten.